# 2008-as Australian Open

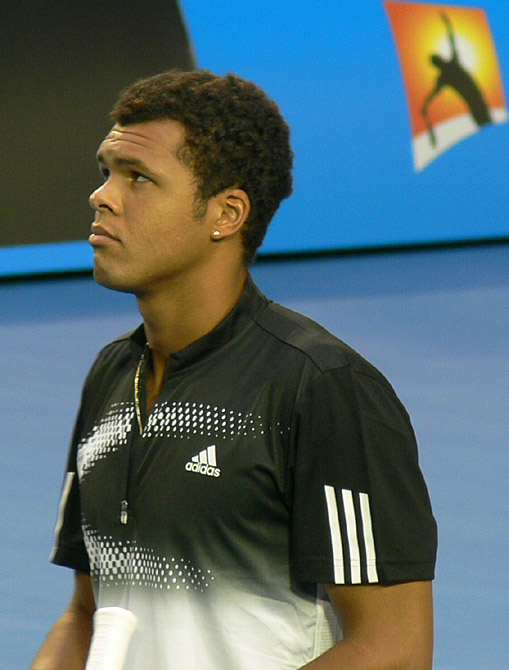
Jo-Wilfried Tsonga első Grand Slam-döntőjét játszotta

A 2008-as Australian Open az év első Grand Slam-tornája, az Australian Open 96. kiadása volt. 2008. január 14. és január 27. között rendezték meg Melbourne-ben.
A férfiak döntőjét a szerb Novak Đoković és a francia Jo-Wilfried Tsonga vívta, három szettben végül Đoković nyert, ezzel Szerbia első Grand Slam-győztese lett. A nőknél az orosz Marija Sarapova nyert, miután két szettben legyőzte a szerb Ana Ivanovićot.
A korábbi tornákhoz képest jelentős változás volt, hogy a helyszín pályái új borítást kaptak. A 20 éven át használt, sokat kritizált (hőségben nagyon tapadt a felület, amely így sérülésveszélyes volt) zöld színű, úgynevezett Rebound Ace helyére a kék színű Plexicushion került, amely kevésbé szívja magába a meleget.

## Döntők

### Férfi egyes
Novak Đoković –  Jo-Wilfried Tsonga 4–6, 6–4, 6–3, 7–6(2)

### Női egyes
Marija Sarapova –  Ana Ivanović 7–5, 6–3

### Férfi páros
Jonátán Erlich /  Andi Rám –  Arnaud Clément /  Michaël Llodra 7–5, 7–6(4)

### Női páros
Aljona Bondarenko /  Katerina Bondarenko –   Viktorija Azarenka /  Sahar Peér 2–6, 6–1, 6–4

### Vegyes páros
Szun Tien-tien /  Nenad Zimonjić –  Szánija Mirza /  Mahes Bhúpati 7–6(4), 6–4

## Juniorok

### Fiú egyéni
Bernard Tomic –  Yang Tsung-hua, 4–6, 7–6(5), 6–0

### Lány egyéni
Arantxa Rus –  Jessica Moore, 6–3, 6–4

### Fiú páros
Hsieh Cheng-peng /  Yang Tsung-hua –  Vasek Pospisil /  César Ramírez, 3–6, 7–5, [10–5]

### Lány páros
Kszenyija Likina /  Anasztaszija Pavljucsenkova –  Elena Bogdan /  Doi Miszaki, 6–0, 6–4